# Boris Linkow
Boris Linkow (* 24. Juli 2000) ist ein bulgarischer Leichtathlet, der sich auf den Weitsprung spezialisiert hat.

## Sportliche Laufbahn
Erste internationale Erfahrungen sammelte Boris Linkow im Jahr 2020, als er bei den Balkan-Hallenmeisterschaften in Istanbul mit einer Weite von 7,14 m Rang 14 erreichte. Bei den Freiluftmeisterschaften in Cluj-Napoca belegte er mit 7,43 m den siebten Platz. Im Jahr darauf wurde er bei den Balkan-Hallenmeisterschaften in Istanbul mit 7,53 m Sechster. Bei den Freiluftmeisterschaften in Smederevo erreichte er mit 5,26 m Rang 15 und anschließend gewann er mit neuer Freiluftbestmarke von 7,84 m die Bronzemedaille bei den U23-Europameisterschaften in Tallinn hinter dem Schweizer Simon Ehammer und Henrik Flåtnes aus Norwegen.
In den Jahren 2018, 2020 und 2021 wurde Linkow bulgarischer Meister im Weitsprung im Freien sowie 2020 auch in der Halle. Zudem wurde er 2021 Landesmeister im 200-Meter-Lauf.

## Persönliche Bestleistungen
- 200 Meter: 21,18 s (+0,1 m/s), 22. Mai 2021 in Sofia
- Weitsprung: 7,84 m (−0,4 m/s), 9. Juli 2021 in Tallinn
  - Weitsprung (Halle): 7,85 m, 1. Februar 2021 in Sofia